# All to You
Chansons représentant l'Autriche au Concours Eurovision de la chanson
Reflection
(1999) Say a Word
(2002)
All to You est la chanson représentant l'Autriche au Concours Eurovision de la chanson 2000. Elle est interprétée par The Rounder Girls.
La chanson est la dernière chanson de la soirée, suivant Millennium of Love interprétée par Eamonn Toal pour l'Irlande.
À la fin des votes, elle obtient 34 points et prend la quatorzième place sur vingt-quatre participants.
En raison de ses mauvaises performances, l’Autriche ne peut participer au Concours Eurovision de la chanson 2001, mais peut revenir en 2002.

## Source de la traduction
- (en) Cet article est partiellement ou en totalité issu de l’article de Wikipédia en anglais intitulé « All to You » (voir la liste des auteurs).